# Sogwo Arig
Sogwo Arig, maleno mongolsko pleme naseljeno među Amdo Tibetancima u distriktu Tsanggar Gonpa u Tibetu, Kina. Populacija im iznosi oko 37,000. Jezično su asimilirani od Amdova, ali ih ovi smatraju posebnim narodom. Odlikuju se posebnom kulurom, s jurtom u mongolskom stilu. Sljedbenici su tibetskog budizma bon. Njihove nasljedne kraljeve svrgnula je tek 1950.-tih komunistička vlast Kine.